# 옷 젖는 건 괜찮아
옷 젖는 건 괜찮아(Get Dry)는 한국에서 제작된 이우정 감독의 2009년 드라마 영화이다. 한이주 등이 주연으로 출연하였다.

## 출연

### 주연
- 한이주
- 이채은

## 제작진
- 프로듀서: 김영민
- 조명: 이정아
- 믹싱: 김남용